# دوري الدرجة الأولى الروماني 1940–41
دوري الدرجة الأولى الروماني 1940–41 (بالرومانية: Divizia A 1940-1941)‏ هو الموسم 29 من  دوري الدرجة الأولى الروماني. أقيم خلال الفترة 8 سبتمبر 1940 وحتى 31 أغسطس 1941، وأشرف على تنظيمه اتحاد رومانيا لكرة القدم، وكان عدد الأندية المشاركة فيه  13، وفاز فيه نادي دينامو أوراشول ستالين بعد أن لعب 24 مباراة وفاز بـ 19 منها.

## نتائج الموسم
| المركز | فريق                       | لعب | ف  | ت | خ | له | عليه | ف.أ | نقاط | ملاحظة |
| ------ | -------------------------- | --- | -- | - | - | -- | ---- | --- | ---- | ------ |
| 1      | نادي دينامو أوراشول ستالين | 24  | 19 | 0 | 5 | 62 | 25   | +37 |      |        |